# 키사이드

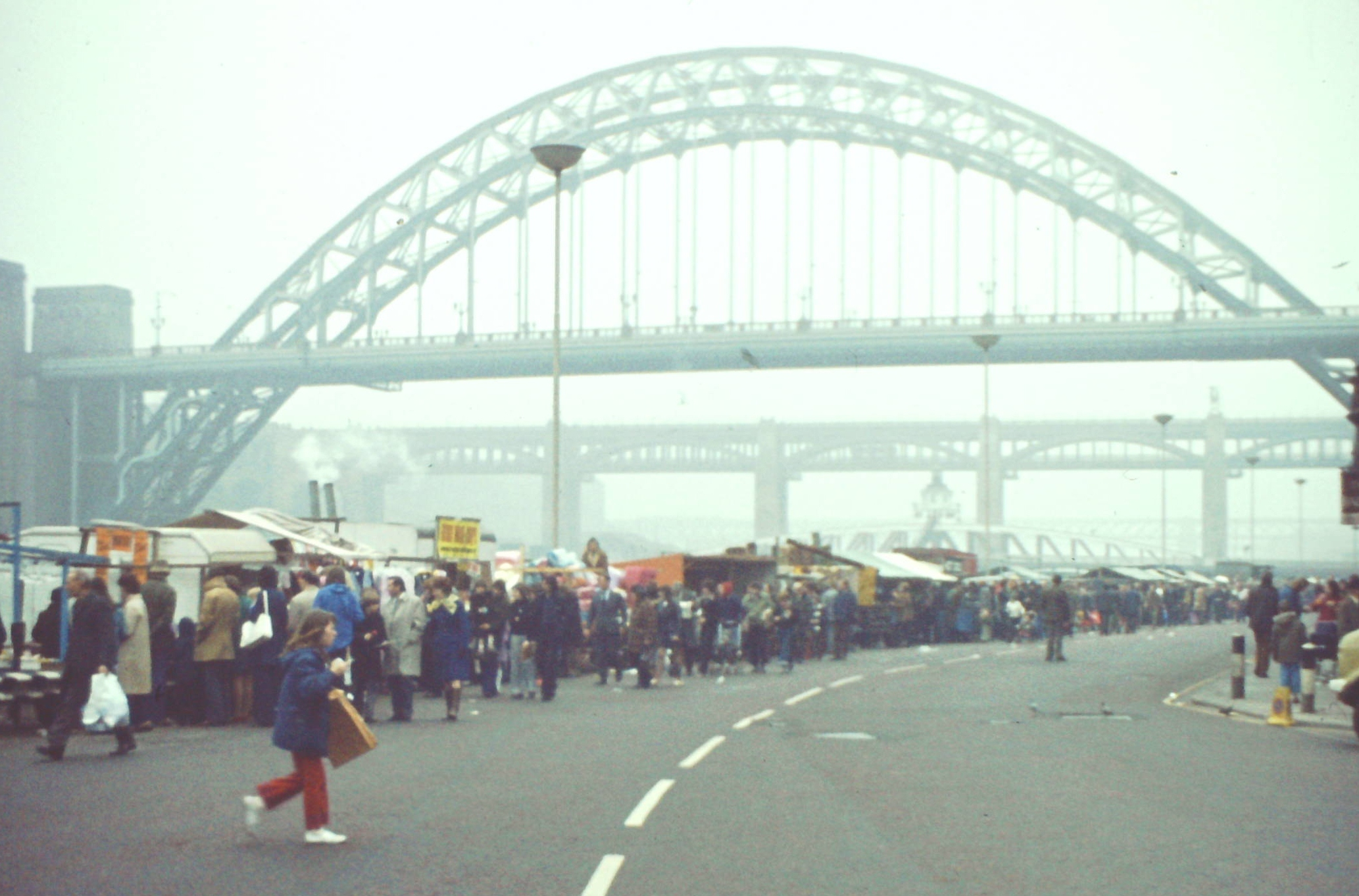
키사이드의 길거리 시장, 1974년

키사이드(Quayside)는 노스이스트잉글랜드에 위치한 타인강 주변의 지역이다. 강 북단은 뉴캐슬어폰타인, 남단은 게이츠헤드의 행정구역으로 분류된다.

## 역사
과거 선원들을 위한 상업공간으로 번성했으며 최근 몇 년 사이 대대적인 개발을 거쳐 미술관과 콘서트 홀을 포함한 문화 공간으로 재탄생했다. 뉴캐슬어폰타인의 강변 산책로에서는 주말마다 시장이 열린다. 2001년 완공된 게이츠헤드 밀레니엄 브리지를 통해 걸어서 강을 건널 수 있다.